# بللو
بللو (به ایتالیایی: Blello) یک کومونه در ایتالیا است که در استان برگامو واقع شده‌است. بللو ۲٫۲ کیلومتر مربع مساحت و ۹۱ نفر جمعیت دارد و ۸۱۵ متر بالاتر از سطح دریا واقع شده‌است.